# 埃齐奥·帕斯库蒂
埃齐奥·帕斯库蒂（義大利語：Ezio Pascutti，1937年6月1日—2017年1月4日），意大利男子足球运动员，场上位置是前锋。他曾代表意大利国家队参加1962年和1966年国际足联世界杯，均获得第九名。